# Psorospermum chionanthifolium
Psorospermum chionanthifolium är en johannesörtsväxtart som beskrevs av Édouard Spach. Psorospermum chionanthifolium ingår i släktet Psorospermum och familjen johannesörtsväxter.

## Underarter
Arten delas in i följande underarter:
- P. c. depauperatum
- P. c. pilosiusculum